# Lösnagel

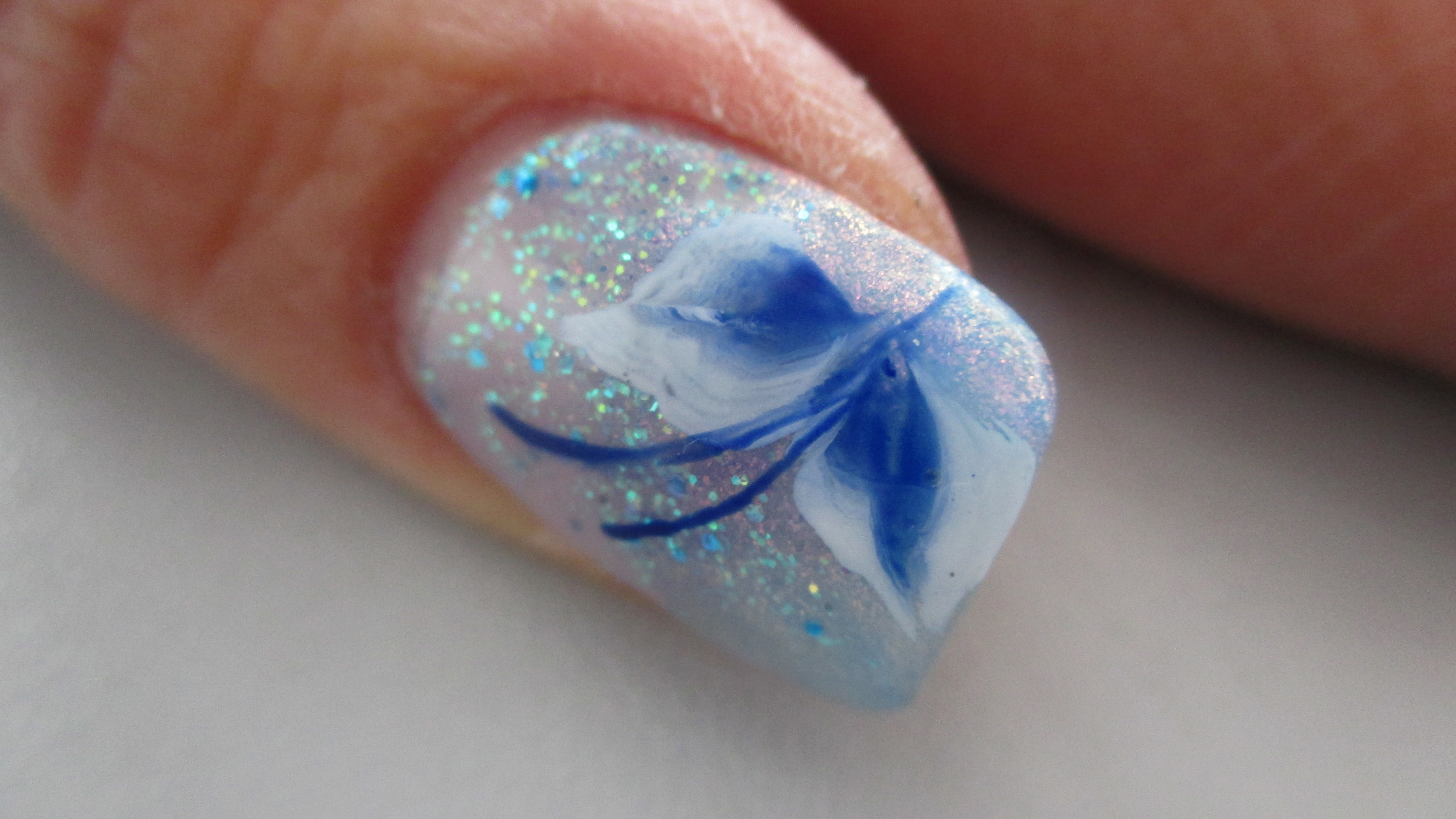
Lösnagel.

Lösnaglar är konstgjorda naglar som av olika anledningar fästs ovanpå händernas naglar. De finns i olika storlekar för respektive finger och fästs med lim eller dubbelhäftande klisterlappar. De kan ha olika färger, mönster och former och tillverkas i regel av plast. Man kan själv applicera sina lösnaglar som alternativ till skönhetssalongernas förlängningsnaglar.